# 高木ブー
高木 ブー（たかぎ ブー、boo Takagi、1933年〈昭和8年〉3月8日 -）は、日本のコメディアン、ミュージシャン（ウクレレ奏者、ギタリスト）。ザ・ドリフターズのメンバー。
本名は、高木 友之助（たかぎ とものすけ）で、高木ブーへの改名以前は高木 智之名義で活動していた。また、全員集合のオープニングなどでは、高木 ブ～名義で表記されていた。身長160 cm。芸名の由来となったのは若い頃からの肥満体型である。

## 来歴

### 生い立ち-学生時代
東京府東京市豊島区巣鴨（現：東京都豊島区巣鴨）に生まれる。第二次世界大戦末期の1945年に戦災で焼け出され、12歳の時に母方の郷里を頼って千葉県東葛飾郡柏町篠籠田（現：千葉県柏市明原2丁目）に一家で移り住み育った。3人の兄と2人の姉を持つ6人兄弟姉妹の末っ子だったため、6番目の子という意味で、近所では「ロクさん」または「友ちゃん」という愛称で親しまれていた。現在家族で存命なのは、末っ子の高木ブーだけである。ちなみにすぐ上の兄である5番目でも自身より8歳上である。
音楽に興味を持ったのは小学生の頃で、高木家には当時まだ珍しかった蓄音機とジャズのレコードがあり、何となくではあるがそのレコードをよく聞いていた。この頃学校やラジオで聞こえていた音楽といえば唱歌、軍歌、浪花節がほとんどで、高木にとってジャズのメロディは新鮮で刺激的に聞こえた。「身体が自然に動き出すようなウキウキした気分になったのを今でも覚えてる。ジャズのレコードが僕を音楽の道に導いてくれたのかもしれない」と回想している。
その後柏駅から常磐線と都電を乗り継ぎ都内の中学高校大学へ通い、京北中学校3年の頃に、ウクレレと出会いそれ以来夢中になる（詳しくは後述）。中央大学経済学部卒業。

### 芸能界入り
中大卒業後は東京ガスの採用が内定していたが、それを蹴ってプロのミュージシャンとなる。これは学生時代からハワイアンバンドとしてバイトしており、すでに当時の大卒の初任給より多いギャラをもらう月もあったことから、「まぁ、なんとかなるだろう」と楽観的に音楽の道に進むことを決めた。
当時の芸名は高木智之で、自身がバンドのリーダーを務める「高木智之とハロナ・セレナーダス」「高木智之とハロナ・リズム・コーラス」を結成。この頃アメリカ軍キャンプをまわったり、返還前の沖縄や台湾、フィリピンを巡るワールドツアーを敢行。その後「ニュー・フレッシュメン」時代を経てジェリー藤尾から声がかかり、「ジェリー藤尾とパップ・コーンズ」のバンドマンとして日本の芸能界での活動を始める。1960年代前半にエレキブームが到来したことで新バンド「ロジェ滋野とシャドーズ」を結成。「パップ・コーンズ」時代に仲本工事と出会い、次の「シャドーズ」でも行動を共にし、後に2人はザ・ドリフターズに加入することになる。

### ザ・ドリフターズ入り
ジェリー藤尾率いるバンド「パップ・コーンズ」ではバンジョーを、「シャドーズ」ではエレキギターを担当していたが、横浜のジャズ喫茶「ピーナッツ」での演奏中に、前ドリフリーダーでバンドオーナーだった桜井輝夫と、ドリフの新リーダーであるいかりや長介にスカウトされ、1964年9月16日（水曜日）、ピアニストの欠員補充としてドリフに参加した。
ドリフ加入について高木は「自分（がリーダー）のバンドを持っていたから、入りたくなかったけど、説得されて入った」と述べている。ドリフに移籍するにあたって給料の値上げを要求しようとしたが、うまく言い出せず、「娘が産まれたばかりでミルク代がかかる」などといった世間話を30分ほども続けた末に、やっと給料の値上げを要求している事をいかりやに気付いてもらえて、給料5000円アップの条件で交渉された。それでも迷いがあったため、帰宅して妻に相談すると「（ドリフに）行った方がいいんじゃない？」と背中を押されたことで加入を決めた。高木自身は当初、楽器の腕前を買われてスカウトされたものと思っていたが、後年いかりやにスカウトの理由を尋ねたところ、「太っていてコミックバンド向きの外見だから、新生ドリフにスカウトした」と言われたという。これらの経緯については、いかりやの自伝『だめだこりゃ』でも詳細に語られている。なお、ドリフ加入前の30歳まで、柏市在住が続いていた。
ドリフ加入後もしばらくは「高木智之」の芸名で活動していたが、のち「高木ブー」に変更。「高木ブー」の芸名については、ドリフとして所属する渡辺プロダクションの先輩である「クレージーキャッツ」のリーダー・ハナ肇から、「お前は太っているからブーでいいや」という一言で、本名の「高木」に「ブー」を組み合わせて付けられた。しかしいかりや説によれば、「ブーたん」というあだ名から、ハナ肇より「たんを取れ」と言われブーになったとのこと。ハナ肇は加藤茶を始め、荒井注、仲本工事に芸名を付けた際に「芸人は水に関する名前が良い」という理由で命名しているが、高木ブーの命名について加藤は「高木は見た目でブーなんだけど、ハナさんが『ブタ小屋はきれいに洗わないと』なんて」と、水にこじつけた命名の経緯を語っている。
以前からのメンバー（いかりや・加藤茶）に荒井、高木が加入し、1965年3月頃までに仲本工事も加入して5人で活動することになり、多忙な時期を過ごす。コミックバンドとして音楽コントなどを披露し、10月からは他の仕事の合間を縫って正月の人気番組『新春かくし芸大会』の練習をした（なお、1974年に荒井が脱退し、志村けんが新加入している）。1967年から年数本のドリフの映画出演、1969年10月から『全員集合』が始まった。この頃は毎週木金土の3日間が『全員集合』の仕事（木曜にネタ会議、金曜にリハーサル、土曜が生本番）で、日曜から水曜は地方営業で各地を回っていた（詳しい仕事内容はザ・ドリフターズを参照）。『全員集合』をやっていた約15年半の間が特に忙しく、後年高木は「あの頃は一年365日ずっと忙しかった」と回想している。
1984年9月14日、『8時だョ!全員集合』のリハーサル中に両足のアキレス腱を断裂し、約4ヵ月の間活動を離脱している。欠場期間中の『全員集合』のオープニングクレジットは、高木は括弧書きで表記された。高木は、この活動離脱を機に、番組から正式に脱退することも考えていたというが、いかりやの粘り強い説得で、高木は翌年の放送から再び復帰した。

### 『全員集合』終了以降
1985年9月28日に『全員集合』が終了し、その後はドリフとしての活動と並行して、単独での活動も開始した（本人によると『全員集合』終了後、ドリフのメンバーで最初に単独の仕事をしたのは高木だという）。別役実の芝居に複数出演し、将来は新劇の役者になるかと思っていたこともある。
同じ1985年にはフジテレビ『ドリフ大爆笑』の「長介・工事・ブー おなじみ雷様」コントがシリーズ化され、「雷様」が高木の当たり役となる。以後、雷様の扮装（角付き・緑のアフロヘアーのかつらに緑色の全身タイツと虎柄ショートパンツ）がトレードマークとなる。
1999年4月から6月に放送されたNHK教育テレビ『趣味悠々　高木ブーの今すぐ始めるウクレレ』に講師として出演した。この番組では上記の雷様の扮装をすることもあった。なお、愛用のウクレレはダブルネック（4弦+8弦）である。
他にも1991年6月17日放送の『水戸黄門第20部』にゲスト出演や、2003年6月から7月放送のNHK総合テレビ『連続ドラマ 女神の恋』で農場経営者の役での出演、および2002年、明治乳業・VAAMのCMでマラソン選手の高橋尚子と共演するなどしている。
2001年、東京都港区麻布十番にハワイアンバー「Boo's Bar HALONA（ブーズバー・ハロナ）」を開店し、2006年7月まで経営した。
また、カメハメハ大王の直系の子孫で、ハワイ大学教授の人間国宝ルビライト・カウエナ・ジョンソンから、ウクレレ活動を通じたハワイ文化の普及に対する貢献を評価され、ハワイアンネーム「ホアコクア」を授かった。ハワイ語で「友達を助け支えになる。精霊を分け与える」の意味である。
2003年、70歳を記念して自伝『第5の男～どこにでもいる僕～』（朝日新聞社）を出版。ドリフのメンバーで自伝を出版したのは、志村といかりやに続いて3人目であった。
2009年に変形性膝関節症を患い右膝を手術し、2011年には同じく左膝も手術を受ける。また2012年に救急搬送されたことが報じられたが、その後は元気な姿を見せている。
2015年6月24日、ベストアルバム「Life is Boo-tiful 〜高木ブーベストコレクション」が発売された。
2016年9月22日放送のNHK総合テレビのコント番組「となりのシムラ #5」で、志村けんと約10年ぶりに共演している。
2020年12月31日、ももいろ歌合戦（BS日テレ・ニッポン放送・AbemaTV）へ初出場。
2021年6月に30年ほど前から描きためた絵を米寿を迎えた記念として1冊にまとめた、自身初の画集となる『高木ブー画集　ドリフターズとともに』を出版。カラーペンで色鮮やかに描いたメンバーの生き生きとした姿や、『全員集合』の名場面など100点余りの作品が話題になった。いかりやの遺族にも贈って喜ばれたとのこと。
2020年3月に志村けんが新型コロナウイルス感染症で死去し、その後の志村の追悼番組やイベントなどでメンバーと共演する機会が多くなり、2022年10月19日には仲本工事が不慮の交通事故により死去したが、仲本の生前最後の仕事は事故死の5日前となる同年14日に群馬県高崎市の高崎タカシマヤで行われていた「志村けんの大爆笑展」でのイベントで、高木も共演していた。
2023年、90歳の誕生日を迎えた記念に2冊目の自伝『アロハ90歳の僕　ゆっくり、のんびり生きましょう』（小学館）を出版。高木は90歳になる前から100歳現役を目標にしていたが、彼より10歳下の加藤も同じく100歳現役を目指すことを宣言したため、これに対抗して自分は110歳まで現役を続けることを新たな目標にしたと自伝の中で語っている。

## エピソード

### ウクレレ奏者として
ウクレレとの出会いは中学校3年の時。15歳の誕生日に3番目の兄からウクレレを贈られたことがきっかけで、ハワイアン・ミュージックに造詣を持った。中大在学中は音楽研究会「ルナ・ハワイアン」に所属し、アルバイトとして仲間たちと銀座のクラブや各地の米軍キャンプなどでも演奏していた。なお、研究会の先輩に谷啓がいる。
1990年代後半以降の高木は、ウクレレ奏者としてクローズアップされているが、15才の時に柏市内の夏祭りでの初演奏を皮切りに高校もウクレレ三昧で過ごした。その後中大時代にはユニットを結成、ウクレレ奏者として当時都内の学生の間で名前が知れ渡るほどの腕前を誇っていた。
ドリフ加入後、ハロナ・セレナーダス時代からの仲間である青木健たちと「高木ブーとニュー・ハロナ」を結成するなど、ウクレレ奏者としての活動も盛んになる。自身が経営していた「ブーズバー・ハロナ」では、定期的にミニコンサートを行ったほか、ウクレレ教室も開いた。
また、CDアルバム『LET IT BOO』をはじめ、2002年にはモーニング娘。とのコラボレーションでハワイアン風のCD、2004年10月に『美女とYABOO!』をそれぞれリリースしている。
2008年3月には、ハワイで最高の名誉といわれる「ワイコロア・ウクレレ・フェスティバル」に、プロ演奏者として初めて招聘された。また2009年3月にも30分間のソロ・ステージをこなし、2020年にも演奏している。2020年6月より、イザワオフィスのYoutubeチャンネルで「【WithBOO】雷様のウクレレ レッスン」をシリーズで公開している。
2021年4月には高木がウクレレを弾きながら歌った、ハワイアンのスタンダードである『マヒナ・ホク』が中学の音楽教科書の副教材のDVDに収録された。
2022年にはサザンオールスターズの関口和之らとともに「1933ウクレレオールスターズ」に参加している

### 妻とのエピソード
高木は愛妻家としても有名であり、70歳と90歳の記念に出版した2冊の自伝の中でも以下の通り妻との思い出を詳細に語っている。ドリフのメンバーで、離婚も再婚もせず、また複数の女性と関係を持つこともなく、ただ一人の女性と添い遂げたのは高木しかいない。
一般人だった（高木によると眼科の秘書だった）妻とは、知人が主催したダンスパーティーで知り合い、スラッとしたスタイルにモダンな雰囲気の彼女に一目惚れし交際を始める。彼女の実家は由緒ある家柄で、相手の母から不安定なバンドマンである高木との結婚を猛反対された。しかし相手の祖母の「職業に貴賤はないよ」の鶴の一声で許可が下り、1962年2月1日に高木28歳妻25歳で結婚し、2年後には一人娘が生まれた。妻は洋裁が得意で、高木の無名時代には、妻が内職をして家計を支えた。
『全員集合』終了後、「少しは家族の時間を取り戻そう」と思った。それ以降、夫婦で毎朝6時に起きてペアのトレーナーを着て、自宅から近所の江戸川公園まで散歩し、ラジオ体操をして戻ってくるのが夫婦の日課となった。散歩中は夫にたわいない世間話ができることを嬉しく思い、高木は妻の話を聞くのが楽しかったとしている。それと同時に、今まで妻のこういう話を聞いてあげる時間がなかったことに改めて気づき悔やんだという。
また同時期に「妻を毎年ハワイに連れて行ってあげよう」と考えたことから、夫婦でのハワイ旅行が恒例となった。さらに1990年1月には豪華客船クイーン・エリザベス2世号で夫婦水入らずでディナーなどを楽しみ一泊した。高木はこの日のことを「夫婦の一番の思い出」としており、この時2人が写った写真を今でも大事にしている。
しかし、1992年の春頃から妻が頭痛や吐き気を訴え始めた。当初、高木を含め周囲の人々は更年期障害だろうと思って特に気に留めていなかったが、後に病院でCT検査を受けて、悪性の脳腫瘍であることが発覚した。この時、妻はすでに手遅れの状態で、医師からはあと5年の命と告げられていたが、3度目の手術が失敗した後は完全に寝たきりで言葉を話すこともできない状態になり、医師の宣告からわずか1年8か月後の1994年3月25日に58歳で亡くなってしまった。高木は妻の余命が長くないことを知って以来、妻との残された時間を大切に過ごしたいと考え、妻が病院から戻った時のために大金をかけてバリアフリー式の自宅を新築していたが、それも全て無駄に終わった。普段は温厚な高木も、この時ばかりは半狂乱になって「どういうことだよ。あと5年て言ったじゃないか！」と担当の医師を怒鳴り付け、自分達夫婦にこのような残酷な運命を与えた神を心底から恨んだという。この早過ぎた妻の死は、高木の人生において最も悲しい出来事となった。
高木の妻は生前、1度だけテレビに出演したことがある。高木がいかりやと仲本と一緒に『ドリフ大爆笑（放送年月日は不明）』で「雷様」のコントをしていた最中、低迷しているコントのアイディアとして、高木は自分の妻を出演させることを提案する。このアイディアはあくまでも高木のハッタリであったが、いかりやが突如としてアポ無しのアドリブで高木の自宅に電話をかける。この様子に高木がいよいよ慌てて「よしなよ、ねえ、ねえ、ねえ」「お前（仲本）も止めろよバカヤロー、俺の友達だろ」と必死に止めようとしたがそれも虚しく、いかりやは何も知らずに電話に出た高木の妻に「奥さんがお出になるっていう話が決まってるんですか」「奥さんを出したいっていうアイディアを出した者がいるんですけども、奥さん如何ですか」などとテレビ出演を依頼した。これを聞いた高木の妻は電話口で苦笑しながら「いえ、何も聞いてないですけど」「嫌です、嫌です、すみません、絶対嫌です」と何度も繰り返し断った。いかりやから無理やり電話口を代わらされた高木は、恥ずかしさと照れから妻とまともな会話ができずに終わった。彼女のテレビ出演はこの時の声だけだった。
高木は妻の死後も、時おり自宅の中で妻の気配を感じるという。高木の娘も同じように妻の気配を感じると語っており、妻は亡くなった後も時おり家族の様子を見に天国から来てくれているのだと高木は信じているという。

### その他家族に関して
水道メーターなどの製造会社・金門商会で働く曲がったことが嫌いな父、夫のあとを3歩下がって歩くような母のもとに生まれ、6人きょうだいの末っ子（長男は高木の19歳上）で子供の頃は甘えん坊な性格で泣き虫だった。父は厳格な性格だったが、年齢的に高木は父にとって孫のように思えたらしく優しく育てられ、きょうだいで唯一高木だけが毎晩両親と一緒に寝ていた時期があるとのこと。
その後ドリフ入りしてからは、あまりの忙しさに自身の妻と娘のことを考えるヒマもなく、「すれ違いの生活で子育てにもあまり関われず、深夜に帰宅した時の娘の寝顔しか見ていませんでした」と回想している。その後、『クイズ・ドレミファドン!』『踊る!さんま御殿!!』など、バラエティ番組、トーク番組に娘と共に出演したことがある。
前述の通り1994年に妻を亡くして以来、残された一人娘が嫁いで家から出て行くことが耐えられず、娘の結婚相手は「自分と一緒に住んでくれる男性で、転勤などのない職業であること」が絶対条件だったという。その後、高木は実際に娘一家との三世代同居を実現させ、自身も再婚の話を全て断り独身を貫いている。自分の人生で最も嬉しかったのは2004年に孫（男子）が生まれたことであると語っており、現在の一番の楽しみは「家族4人で食卓を囲んでいる時」だという。

### 対人関係
母校でもある中央大学への愛校心が強いことで知られ、21代目総長・学長で、同姓同名の高木友之助から「高木友之助様 ・・・高木友之助」という手紙を受け取ったことから、二人の間に親交が生まれた。
バンド・筋肉少女帯が、失恋男の情けなさをドリフにおける高木の立ち位置に例えた楽曲「元祖高木ブー伝説」を発表した際に、イザワオフィスが激しい抗議をしてCD発売の中止を求めたが、高木本人が「若い奴が馬鹿やって頑張ってるんだから、許してあげようよ」と寛大な姿勢を見せたため、発売の見込みができた。『筋肉少女帯の深夜改造計画!』（日本テレビ）にゲスト出演し、公の場で和解したことにより、正式に発売可能となった。以降、筋肉少女帯のライブに足を運ぶなど、交流とセッションを図るようになった。これに応え、筋肉少女帯ボーカルの大槻ケンヂも、恩返しとして高木が経営しているバーでのステージなどに自ら進んでゲスト出演するほか、『徹子の部屋』（テレビ朝日）出演時や著書などで感謝の意を述べている。
1995年8月、渋谷公会堂でSIAM SHADEと共演した。
また、同じ「たかぎ」ということで、ももいろクローバーZの高城れにと親交があり、特製のウクレレや使っていたベースをプレゼントしている。また2021年3月8日の米寿になる2日前の3月6日に、ニコニコ公式生放送で「高木ブー88歳だョ！全員集合」と題した有料ライブイベントを開催し、加藤茶＆仲本工事に加えももいろクローバーZや上記の大槻ケンヂなどが参加した。

### その他の趣味、好きなものなど
ウクレレ以外の趣味はクレー射撃。メンバー全員がクレー射撃の資格を持っていたが、高木のみ趣味として継続している。高木いわく「最初に始めたのは長さんで、周りのメンバーも巻き込んでやらせたくせに、メンバーが上達して自分より上手くなると先にやめてしまった」とのこと。
芸能・文化人射撃愛好会「芸能文化人ガンクラブ」理事長を、三橋達也から引き継いで務めていた。また前会長の森繁久彌に代わり会長職も代行していたが2009年会長に昇格、2019年を持って退任しその後は顧問。会長職はヒロミが引き継いでいる。
絵を描くことも好きで、水墨画系のイラストもたしなむ。絵を描き始めたのは50代後半頃からで、コントで演じた“雷様”のキャラを年賀状に描いて知人に送ったのがきっかけ。元々絵心があったわけではないが思いのままに描いたものが好評となり、その後非売品のカレンダーも制作されたとのこと。
大好物は焼肉、煎餅、太刀魚で、焼肉は生であっても網の上に並べたそばからすぐ食べる。じっくり焼いて食べるのが好きだったいかりやは激怒し、テーブルの鉄板に高木の顔を押し付けたという逸話がある。レバ刺しが特に好きで、焼肉店では加熱用レバーをレバ刺しと間違えて平らげてしまったほどだが、高齢になってからは医者から止められている。その一方で、うどんが嫌いだと語っている。
中日ドラゴンズの大ファンである。落合博満が中日に現役在籍時に、特番で落合家に仲本と訪問した時も嬉しそうな表情を見せた。本人は2012年、自身が若いころに12球団を見回したところ中日に高木姓の選手が3人もいた（守道・時夫・一巳）ため、親しみを感じてファンになったと明かしている。以来、中日の選手たちと親しくなり、2010年からは「ブーちゃん」の愛称を持つ中田亮二が中日に入団し、沖縄県北谷での中日キャンプを訪れた際には、高木がキャンプ中の中田と絡んでいる写真や記事がスポーツ紙に掲載された。

### 健康状態など
プロフィールでは「特技は居眠りで、どんな状況でも眠れる体質」と紹介されていた。ドリフ駆け出し時代の1965年には、『歌え!一億』（フジテレビ）のスポンサーとの会議中に、大いびきをかきながら居眠りをしてしまい、番組が打ち切りになったことがある。その後もコントの打ち合わせなどで突然居眠りを始め、志村けんに眠気をこらえる様子をネタにされるなど、本人の大らかな性格によるエピソードとされていたが、後に「ピックウィック症候群」（肥満による重度の睡眠時無呼吸症候群）が原因であることが判明している。また高木は、志村けんが死去した際の追悼番組においても終盤居眠りをしており、加藤茶らにツッコまれていた。
2009年4月、長年の肥満とO脚が影響し、変形性膝関節症を患い、ヒアルロン酸注射などの処置でしのいできたが、この年の舞台公演で悪化し、右膝の人工関節置換術を受ける。6月に炎症が治まらず、細菌感染の影響であることが判明し、再手術した。
2011年3月、左膝も変形性膝関節症が進行していることがわかり、その影響で右膝が悪化する危険性が指摘され、左膝も人工関節置換術を受ける。その後、移動には手押し車を使用しているが、ダイエットとリハビリで以前よりも痛みが無くなり、歩行状態も改善しているという。
2012年5月6日、都内の自宅で気分が悪くなり、膝痛も悪化したことから自ら救急車を要請し、救急搬送されていたことが5月9日に報じられた。大事には至らず翌7日には退院している。7月14日に行われた仲本工事と三代純歌の結婚披露宴に出席するなど、元気な姿を見せている。
2017年3月29日、高齢による自動車事故の危険性を考えて運転免許証の自主返納式典を小池百合子東京都知事ら立ち会いで開いた。家族の助言で決断したという。
2ヶ月に1度かかりつけ医で血液検査を受けているが現在（2021年10月）は特に悪い所もなく、「医者からは“88歳の模範データ”と言われています」とのこと。上記通り70代の頃に膝の手術を受けたが今では健康そのもので、ピーク時80kg以上あった体重も今は60kg後半に落ち着いているという。
2024年9月21日、ライブのリハーサルに向かおうと家を出た際に左足に弾けるような強い痛みを覚え、病院に直行。アキレス腱断裂と診断され、即日入院となった。手術は行わずギプスを装着して固定することになった。10月17日に退院、20日には野村義男の還暦を祝うライブ「野村義男 60th Anniversary Live 〜還暦目前！10年ぶりのソロライブ！〜」にゲスト出演した。

### その他のエピソード
いかりやによれば大学生の頃にボクシングをやっていた。日本テレビ系・読売テレビ制作『ダウンタウンDX』で「殴られて鼻血でも出したら、カッコ悪いじゃない。だからやめた」と語った。一方で、「万一指をケガしたらウクレレがひけなくなるから」とコメントしたこともある。
ドリフに加入して間もない頃、同メンバーの荒井注が年齢を6歳若くサバを読んだことに便乗して、5歳ほど若くサバを読んだ年齢を公表していた。いかりやの自伝『だめだこりゃ』によれば、数年前（執筆当時）の時点でまだ公的にはサバを読んでいたため、いかりやに「いい歳してまだモテたいのか」とからかわれている。
ドリフメンバーと共にホノルルマラソンに出場したことがある。列の後ろの方からスタートしたが、スタート地点に達するまでに、わずか2kmでリタイアしてしまった。
新宿区西早稲田には、散歩する高木にあやかった通称「ブー横丁（通り）」が存在する。早稲田通りの一本裏の道で、昔から高田馬場駅から早稲田大学早稲田キャンパスへの通学路として使われてきた。

## 出演
この節では高木自身の出演作品を記述する。

### CM
- クイック引越センター
- 三井海上火災保険
- 四国電力
- 明治乳業 「VAAM」 - マラソン選手の高橋尚子と共演。CMソングは『いい湯だな』を大幅にアレンジした曲。
- KDDI（旧DDI） 0078 - 小錦との共演。
- メットライフ生命保険 - 志村けんとの共演。
- ケーズデンキ
- 春日井製菓「黒あめ」 - 2代目黒あめマンに扮して出演。高木が演奏するウクレレのサビの部分が流れている。
- ジョンソン「カビキラー」 - 湯船に浸かって「いい湯だな」と口ずさむ場面がある。
- アスキー『ダービースタリオン　セガサターン版』 - （1999年）
- サントリー「伊右衛門」（2018年）[35]

### テレビ番組
- 新・花の聖カトレア学園（1985年、テレビ東京）
- 時間ですよ ふたたび（1987年、TBSテレビ）
- 木曜ゴールデンドラマ（読売テレビ）
  - 「お墓やぁ〜い! 」（1989年）
  - 「姑・嫁VS.嫁・姑」（1990年）
- 氷点（1989年、テレビ朝日）
- 代表取締役刑事 第28話「愛情物語」（1991年、テレビ朝日）
- 水戸黄門第20部 第32話「誘拐された御老公 -福井-」（1991年6月17日、TBS / C.A.L） - 喜多 役
- まかせてダーリン 第7話「ゴミ調べの妻」（1998年、TBSテレビ）
- 踊る大捜査線 秋の犯罪撲滅スペシャル（1998年、フジテレビ） - りんかい線職員 役
- 税務調査官・窓際太郎の事件簿 第３作 （1999年、TBS）- 中井裕一（浪江の長男）役
- 趣味悠々　高木ブーの今すぐ始めるウクレレ（1999年4月 - 6月、NHK教育テレビ）[注 9]
- 月曜ミステリー劇場「人情質屋の事件台帳シリーズ」（2001年・2002年、TBSテレビ）
- 女神の恋（2003年、NHK総合テレビ）
- ガチバカ! 第4話「屋上の中心で愛を叫ぶ! 」（2006年、TBSテレビ）
- となりのシムラ 第5回 （2016年、NHK総合テレビ）
- 加トちゃんケンちゃん光子ちゃん（1990年、フジテレビ）
- 警視庁ゼロ係〜生活安全課なんでも相談室〜（2017年、テレビ東京） - 高木ビー 役
- 天才たちにブーッて言いたい！〜あの企業が考えた本気の一問〜（2022年、毎日放送） - ナレーション

### 映画
- ドリフターズですよ!
- ドリフターズですよ!前進前進また前進（1967年）
- ドリフターズですよ!全員突撃（1969年）
- 釣りバカ日誌10（1998年）

### PV
- fripSide「way to answer」（2011年）

### ゲーム
- ユバの徽 - ホア・ザロ役[36]

### アニメ
- SNSポリス（2018年） - 教習ビデオナレーション（特別出演）

## ディスコグラフィー

### シングル
| 枚           | 発売日       | タイトル         | 収録曲                     | 備考                                                    | 規格品番     |
| Sony Records | Sony Records | Sony Records     | Sony Records               | Sony Records                                            | Sony Records |
| ------------ | ------------ | ---------------- | -------------------------- | ------------------------------------------------------- | ------------ |
| 1st          | 1997年8月1日 | GOOD!            | GOOD!                      | ホフディランが楽曲を提供。コーラスにも参加している。    | SRCL-3981    |
| 1st          | 1997年8月1日 | GOOD!            | 素敵なリズム               |                                                         | SRCL-3981    |
| 1st          | 1997年8月1日 | GOOD!            | GOOD! 〜Hawaiian Version〜 |                                                         | SRCL-3981    |
| SME Records  |              |                  |                            |                                                         |              |
| 2nd          | 1999年7月1日 | 僕の大好きな場所 | 僕の大好きな場所           | 作詞:篠原ともえ・作曲:吉田拓郎。 篠原はコーラスも参加。 | SRCL-4538    |
| 2nd          | 1999年7月1日 | 僕の大好きな場所 | Blue Memory                |                                                         | SRCL-4538    |
| 2nd          | 1999年7月1日 | 僕の大好きな場所 | Hau 'oli la hanau          |                                                         | SRCL-4538    |

### コラボレーションシングル
| 名義                                                         | 発売日        | タイトル                                      | 収録曲                                        | 備考 | 規格品番            |
| zetima                                                       | zetima        | zetima                                        | zetima                                        | zetima | zetima              |
| ------------------------------------------------------------ | ------------- | --------------------------------------------- | --------------------------------------------- | --- | ------------------- |
| 高木ブーとモーニング娘。・ココナッツ娘。・藤本美貴・石井リカ | 2002年6月26日 | モーニング娘。シングルメドレー 〜ハワイアン〜 | モーニング娘。シングルメドレー 〜ハワイアン〜 | オリコンチャート最高順位9位を獲得。 獲得当時はオリコンチャート10位以内での年長記録歴代2位（当時）の69歳4か月だった。 | EPCE-5166           |
| 高木ブーとモーニング娘。・ココナッツ娘。・藤本美貴・石井リカ | 2002年6月26日 | モーニング娘。シングルメドレー 〜ハワイアン〜 | ふるさと (ハワイアン Version)                 | オリコンチャート最高順位9位を獲得。 獲得当時はオリコンチャート10位以内での年長記録歴代2位（当時）の69歳4か月だった。 | EPCE-5166           |
| 高木ブーとモーニング娘。・ココナッツ娘。・藤本美貴・石井リカ | 2002年7月24日 | モーニング娘。シングルメドレー 〜ハワイアン〜 | モーニング娘。シングルメドレー 〜ハワイアン〜 | シングルVとしてリリース。                                                                                            | EPBE-5040 EPVE-5040 |
| 高木ブーとモーニング娘。・ココナッツ娘。・藤本美貴・石井リカ | 2002年7月24日 | モーニング娘。シングルメドレー 〜ハワイアン〜 | おまけ                                        | シングルVとしてリリース。                                                                                            | EPBE-5040 EPVE-5040 |

### アルバム

#### カバーアルバム
| 枚                       | 発売日         | タイトル                                          | 備考 | 規格品番     |
| Sony Records             | Sony Records   | Sony Records                                      | Sony Records | Sony Records |
| ------------------------ | -------------- | ------------------------------------------------- | --- | ------------ |
| 1st                      | 1996年11月21日 | Hawaiian Christmas                                | クリスマスソングをハワイアンアレンジでカバー。 | SRCL-3727    |
| 2nd                      | 1998年7月1日   | Vintage 〜BOO's Hawaiian Songs〜                  | ハワイアンソングのカバーアルバム。 「GOOD! 〜Hawaiian Version〜」が収録されている。                                                                                | SRCL-4322    |
| SMEJ Associated Records  |                |                                                   | |              |
| 3rd                      | 2000年1月21日  | LET IT BOO                                        | ビートルズの楽曲をハワイアンアレンジでカバー。 | AICT-1166    |
| ユニバーサルミュージック |                |                                                   | |              |
| 4th                      | 2004年9月16日  | 美女とYABOO! 〜ハワイアンサウンドによる昭和歌謡〜 | 中澤裕子、酒匂ミユキ、サンディー、瀬戸早妃、森公美子、小池栄子、雛形あきこ、根本はるみ、山田まりや、小林恵美、五十嵐結花、MEGUMI、佐藤江梨子、かわいかおりが参加。 | UICZ-4102    |

#### リミックスアルバム
| 枚                | 発売日            | タイトル                | 備考                                                                                      | 規格品番          |
| Sony Music Direct | Sony Music Direct | Sony Music Direct       | Sony Music Direct                                                                         | Sony Music Direct |
| ----------------- | ----------------- | ----------------------- | ----------------------------------------------------------------------------------------- | ----------------- |
| 1st               | 2012年11月7日     | Hawaiian Christmas Best | 1996年に発売された『Hawaiian Christmas』の楽曲をリミックスし、新録5曲を追加したアルバム。 | MHCL-2153         |

#### ベストアルバム
| 枚                                             | 発売日                                         | タイトル                                       | 備考                                                               | 規格品番                                       |
| Sony Music Direct / オーダーメイドファクトリー | Sony Music Direct / オーダーメイドファクトリー | Sony Music Direct / オーダーメイドファクトリー | Sony Music Direct / オーダーメイドファクトリー                     | Sony Music Direct / オーダーメイドファクトリー |
| ---------------------------------------------- | ---------------------------------------------- | ---------------------------------------------- | ------------------------------------------------------------------ | ---------------------------------------------- |
| 1st                                            | 2015年6月24日                                  | Life is Boo-tiful 〜高木ブーベストコレクション | カバーアルバムからの楽曲と、シングル楽曲を収録したベストアルバム。 | DQCL-566                                       |

#### コラボレーションアルバム
| 名義                                                         | 発売日        | タイトル                                           | 備考   | 規格品番  |
| zetima                                                       | zetima        | zetima                                             | zetima | zetima    |
| ------------------------------------------------------------ | ------------- | -------------------------------------------------- | ------ | --------- |
| 高木ブーとモーニング娘。・ココナッツ娘。・藤本美貴・石井リカ | 2002年7月10日 | ハワイアンで聴くモーニング娘。シングルコレクション |        | EPCE-5167 |

### 未音源化楽曲
| 発表   | タイトル       | 作詞     | 作曲   | 備考                                       |
| ------ | -------------- | -------- | ------ | ------------------------------------------ |
| 1985年 | わかってますよ | 嶺岸未来 | 佐藤準 | 『ドリフ大爆笑'85（1985年8月20日）』で披露 |

### 参加作品
| 発売日                   | タイトル                                     | 備考                                             | 規格品番             |
| コナミレーベル           | コナミレーベル                               | コナミレーベル                                   | コナミレーベル       |
| ------------------------ | -------------------------------------------- | ------------------------------------------------ | -------------------- |
| 1998年8月21日            | 國府田マリ子・南かおりのSha-La-La 〜ふたり〜 | 「PUFF (THE MAGIC DRAGON) 」でウクレレ演奏を担当 | KICA-7889            |
| エムアイティギャザリング |                                              |                                                  |                      |
| 2020年2月29日            | 野村義男『440Hz with〈LIFE OF JOY〉』        | アルバム4曲目「ヤシの木の下で」でボーカルを担当  | PEG-44019            |
| タイシタレーベル         |                                              |                                                  |                      |
| 2022年8月10日            | 関口 和之『FREE-UKES』                       | 「パパの手」でボーカルを担当                     | VIZL-2087 VICL-65720 |

### その他参加
- 2016年08月 ももいろクローバーZ「桃神祭〜鬼ヶ島」1日目に雷様として出演。ももクロと一緒にウクレレを弾きながら歌う。
- 2016年12月 ももいろクローバーZ「ももいろクリスマス2016〜真冬のサンサンサマータイム〜」1日目の高城れにマジックショーにてハワイのクリスマスソングとスターダストセレナーデの二曲をウクレレでコラボした。

## 著書
- 月刊『ハワイアン・ウエーブ』誌定期連載（2008年4月号から2009年3月号まで）「高木ブーのハワイよもやま話」
- 高木ブーの楽しくウクレレ（岩波アクティブ新書）（2002年 岩波書店） ISBN 4007000360
- 第5の男〜どこにでもいる僕〜（2003年 朝日新聞社） ISBN 4022578408　※70歳の記念に出版した自伝
- 高木ブー画集 ドリフターズとともに（2021年 ワニ・プラス） ISBN 9784847099984[37]
- 高木ブー画集RETURNS ドリフターズよ永遠に（2023年 ワニ・プラス） ISBN 9784847072581
- アロハ90歳の僕 ゆっくり、のんびり生きましょう（2023年 小学館） ※90歳の記念に出版した自伝

## その他
- 高木ブーの楽しいウクレレ 通信講座（がくぶん総合教育センター）

## 演じた俳優
- 加治将樹 -『志村けんとドリフの大爆笑物語』（2021年、フジテレビ）